# オウサナー
オウサナー（ビルマ語: ဥဇနာ、1213年2月23日 - 1256年5月）は、パガン王朝の第10代の国王（在位：1249年 - 1256年）。日本語ではウザナとも表記される。史料にはシュリー・トリバワナ・アディトヤ・ダンマ・ラージャ・ダーナパティ（神聖、三界、太陽、法王、勝利者）の別名でも書かれる。

## 略歴
オウサナーの出自については、先代の王チャゾワーの子、あるいはチャゾワーの甥と考えられている。
ビルマ語の王統史では、冗談と酒を好み、象狩りを趣味とする快活な人物として書かれる。1255年（あるいは1256年）に南方のダラ（現在のヤンゴン近郊の都市）で没したため、ダラ・ピャン・ミャン（ダラで没した王）とも呼ばれる。彼の死因について、王統史には狩りで捕らえた象に踏み殺されたと書かれるが、暗殺、あるいはダラで起きた反乱の鎮圧中に戦死したと考える研究者も存在する。

## 宗室

### 妃
- タンブーラ：1255年にタンブーラ寺院を建立した[6]。

### 子
- ティンガトゥ：妃の子。
- ナラティーハパテ：妾腹の子。